# りんくうタウン
りんくうタウンは、大阪府泉佐野市・田尻町・泉南市の沿岸部に位置する、大阪府の副都心のひとつ。海上空港である関西国際空港の開業に合わせて、大阪府企業局などが空港対岸の沿岸部を埋立造成して誕生した。名称は空港を臨む「臨空」から。
公園、緑地、道路等を含めた総面積は318.4haで、うち129.7haの産業用地は、商業業務、流通・製造・加工、住宅関連、空港関連産業、工業団地の5つのゾーンに分かれている。

## 概要
地名は泉佐野市域が国道481号を境に「りんくう往来北」と「りんくう往来南」、田尻町域が田尻川（田尻漁港）を境に「りんくうポート北」と「りんくうポート南」、泉南市域が「りんくう南浜」となっている。
造成は大阪府により6000億円の費用をかけて行われた。造成後を見越し、バブル景気のピークである1980年代末から1990年（平成2年）頃にかけて、関西国際空港と空港連絡橋（スカイゲートブリッジ）を隔てた対岸の泉佐野市の海岸沿い地域に、スカイゲートブリッジのゲート的な役割を果たす2棟のツインビル（総工費1600億円）を筆頭に50棟を越す超高層ビルや百貨店などを建設する壮大な計画が立てられた。しかしバブル崩壊後の1991年（平成3年）から1992年（平成4年）にかけて次々と計画が凍結され、結局バブル崩壊直後の1991年より先行的に建設プロジェクトが開始されたツインビルの北側の1棟がりんくうゲートタワービル（1992年着工、1996年完成）として完成したのみとなった。
当初は全ての用地を、大阪府の第三セクター会社を通して分譲する予定だったが、分譲が進まないため、2001年8月に大阪府は「りんくうタウンの活用方針と事業計画の見直し(案)」を策定して、産業立地政策姿勢として企業誘致方針を明確化するとともに分譲価格の大幅値下げ、定期借地方式の導入などを進め
、また2003年12月には事業用地の定期借地権方式の本格導入も進めた。
その効果もあり、1997年（平成9年）以降、工場やりんくうプレミアムアウトレット、ヤマダ電機、ニトリ、スポーツデポ、スーパートライアルなどの大型店が出店するなど企業の進出ラッシュが起こっており、賑わいを見せている。副都心という構想とは離れているが、高層住宅の建設計画もある。
また約7.6ヘクタールの商業地に、大和ハウス工業による職業体験型テーマパーク・大観覧車などを集めた複合商業「りんくうプレジャータウンSEACLE」が、2007年12月8日に開業した。また2008年4月には航空管制官等を養成する国土交通省航空保安大学校、2009年には大阪府立大学りんくうキャンパスが相次いで開校している。
以上の結果、産業用地129.7haは、2003年頃に45.7%だった契約率は改善し、2014年（平成26年）10月の時点で、民間・公共施設合わせて97.5%が契約済みとなっている。特に、流通・製造・加工ゾーンは空港二期工事の完成とアジア地域の経済発展による国際航空貨物の取扱量増加を背景に、設備投資が続いたため契約が急激に進み、100%が契約済みとなっている。またまちびらき以来分譲が進んでいなかったりんくうタウン駅北側の商業業務用地でも2012年から2013年にかけて契約が進み、100%が契約済みとなっている。
2012年（平成24年）3月に大阪府は「りんくうタウンのさらなる活性化に向けたまちづくり戦略プラン」を策定し、難治ガン等の先端治療を行う医療機関を集約する国際医療交流拠点構想や、アニメ・ゲーム・造形等の、ポップカルチャーのコンテンツ産業を集積させる「クールジャパンフロント構想」を打ち出して、活性化とブランド力向上に取り組むこととした。
2013年（平成25年）10月にはロート製薬が医療ツーリズムの拠点として、外国人患者にも対応する高度がん医療施設の建設用地を購入するなど具体的な動きもみえてきた。
ただしクールジャパンフロント構想は、事業者の公募を行っても応募者が居なかったことから事業継続を断念し、代わって国際基準の通年型アイススケートリンクの建設が検討された。
2019年2月28日、大阪府は最後に残っていた約1.2haの区画の売買契約を締結。契約率100%を達成した。
りんくうタウンのまちなみは、多くの集客で賑わう近未来的な集客都市空間であるとして、大阪ミュージアム構想に登録されたほか、関西国際空港とともに「大阪まちなみ百景」にも選出されている。

## 沿革
- 1978年（昭和53年） - 関西新空港（当時）対岸の埋め立てについて検討を開始
- 1984年（昭和59年）12月 - 計画素案を公表
- 1985年（昭和60年）6月 - 南大阪湾岸整備事業計画を策定、公表
- 1986年（昭和61年）12月 - 土地利用計画委員会設置
- 1987年（昭和62年）
  - 1月 - 公有水面埋立法に基づき、埋立免許を取得
  - 3月 - 護岸工事着手
  - 6月 - 愛称を「りんくうタウン」に決定
  - 12月 - ロイヤルホテルが地上35階の高層ホテル計画を発表、以後、1990年（平成2年）頃まで幾つかの大企業が進出計画を発表
- 1988年（昭和63年）1月 - 埋立工事着手
- 1990年（平成2年）10月 - 商業業務ゾーン15区画の進出企業決定
- 1991年（平成3年） - バブル景気の収束が明らかとなり、大阪府が商業業務ゾーンの着工見直し先送りに応じる
- 1992年（平成4年） - 流通・製造・加工ゾーン、および空港関連産業ゾーン立地企業決定
- 1993年（平成5年） - 以後、当初計画より大幅にスローダウンしつつも、公共施設、流通ゾーン等を中心に利用率を高めていく
- 1996年（平成8年）秋 -　まちびらき
- 2001年（平成13年）8月 -　「りんくうタウンの活用方針と事業計画の見直し(案)」を策定
- 2003年（平成15年）4月 -　事業用定期借地権方式の本格導入、貸付料減額制度の創設
- 2011年（平成23年）12月 -　国際医療交流の拠点づくり「りんくうタウン・泉佐野市域」地域活性化総合特区の指定を受ける
- 2012年（平成24年）3月 - 「りんくうタウンのさらなる活性化に向けたまちづくり戦略プラン」を策定
- 2015年（平成28年）3月 - 「りんくうタウンのさらなる活性化に向けたまちづくり戦略プラン」の取り組みを終了

## 周辺施設

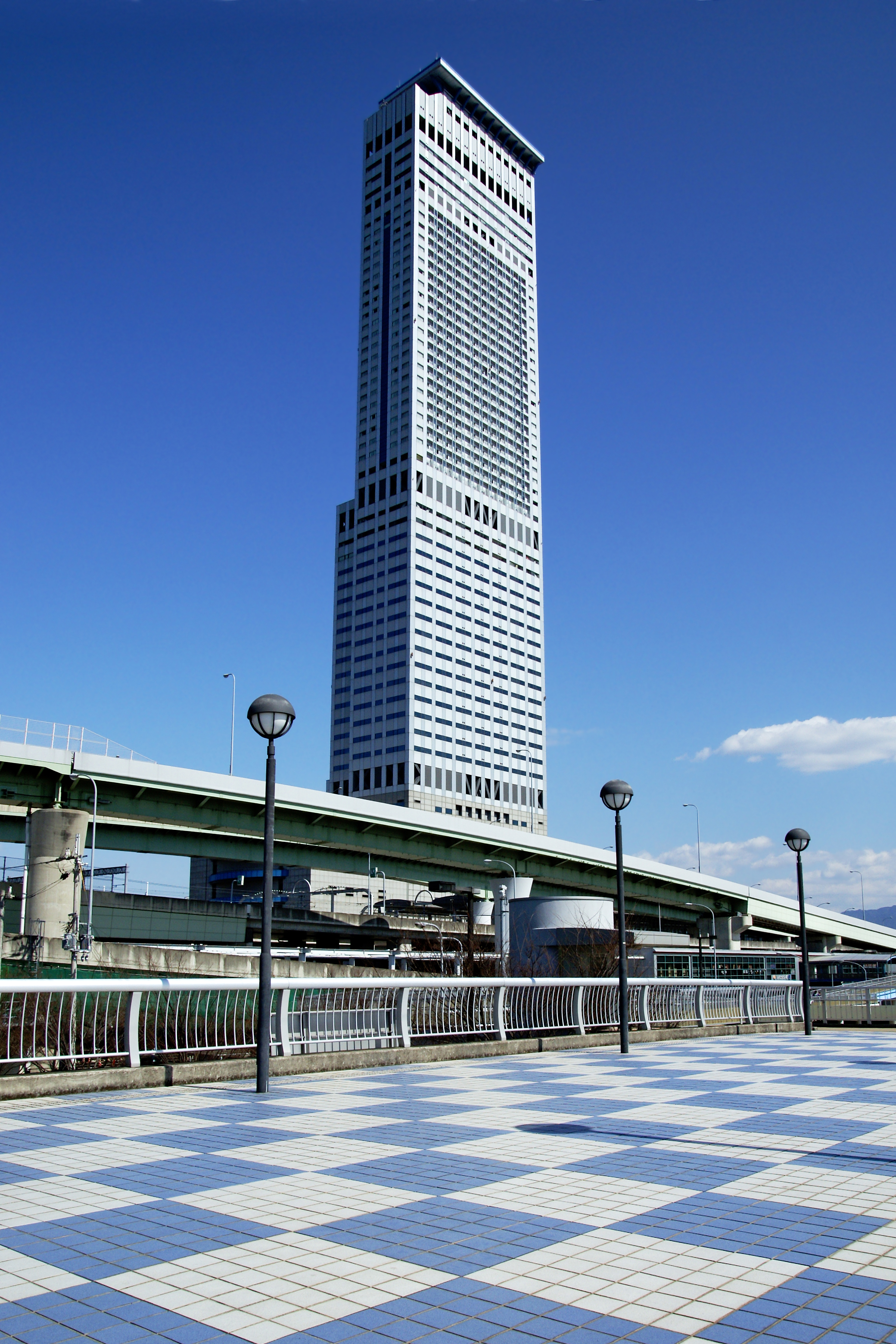
SiSりんくうタワー（旧りんくうゲートタワービル）

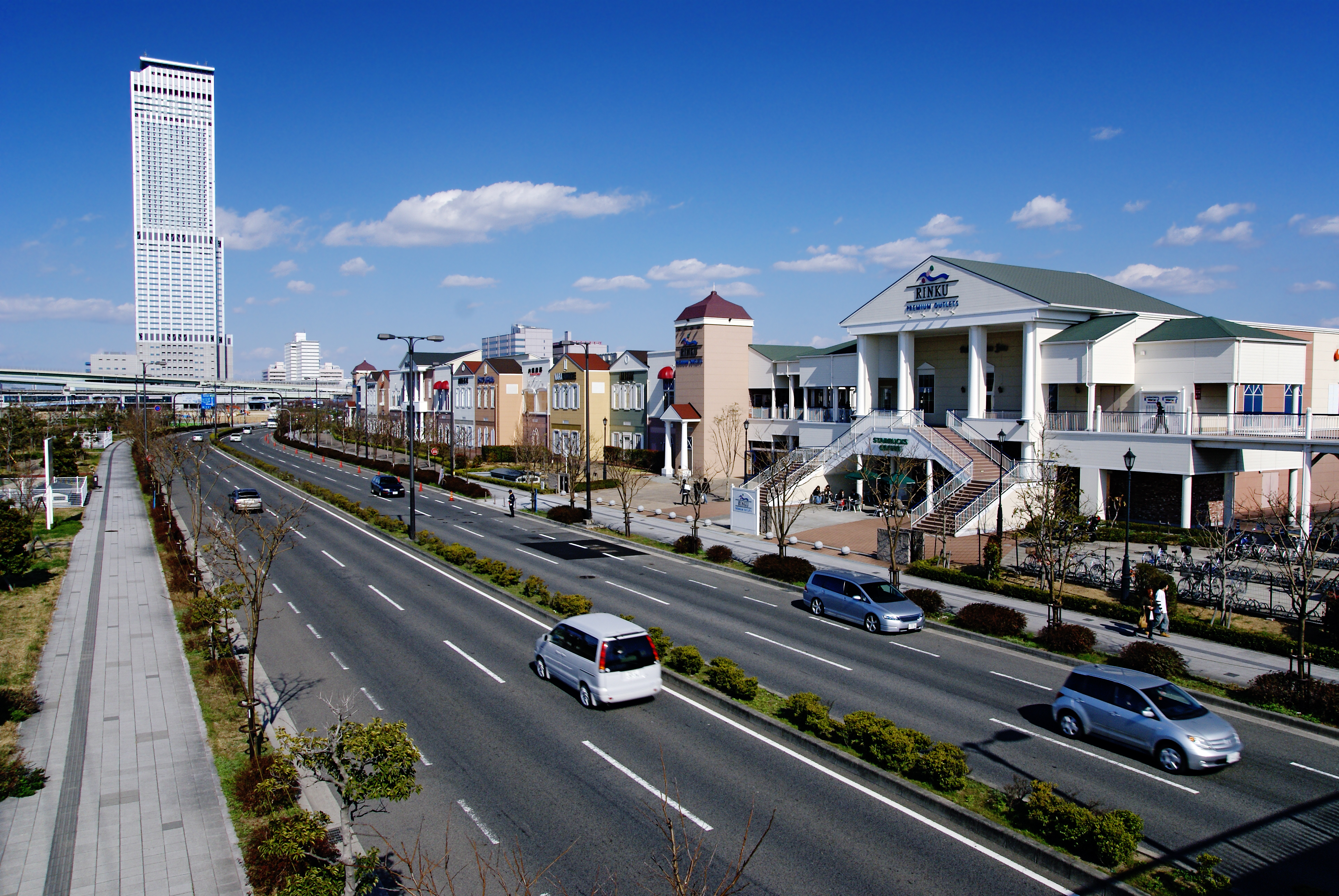
りんくうプレミアム・アウトレット

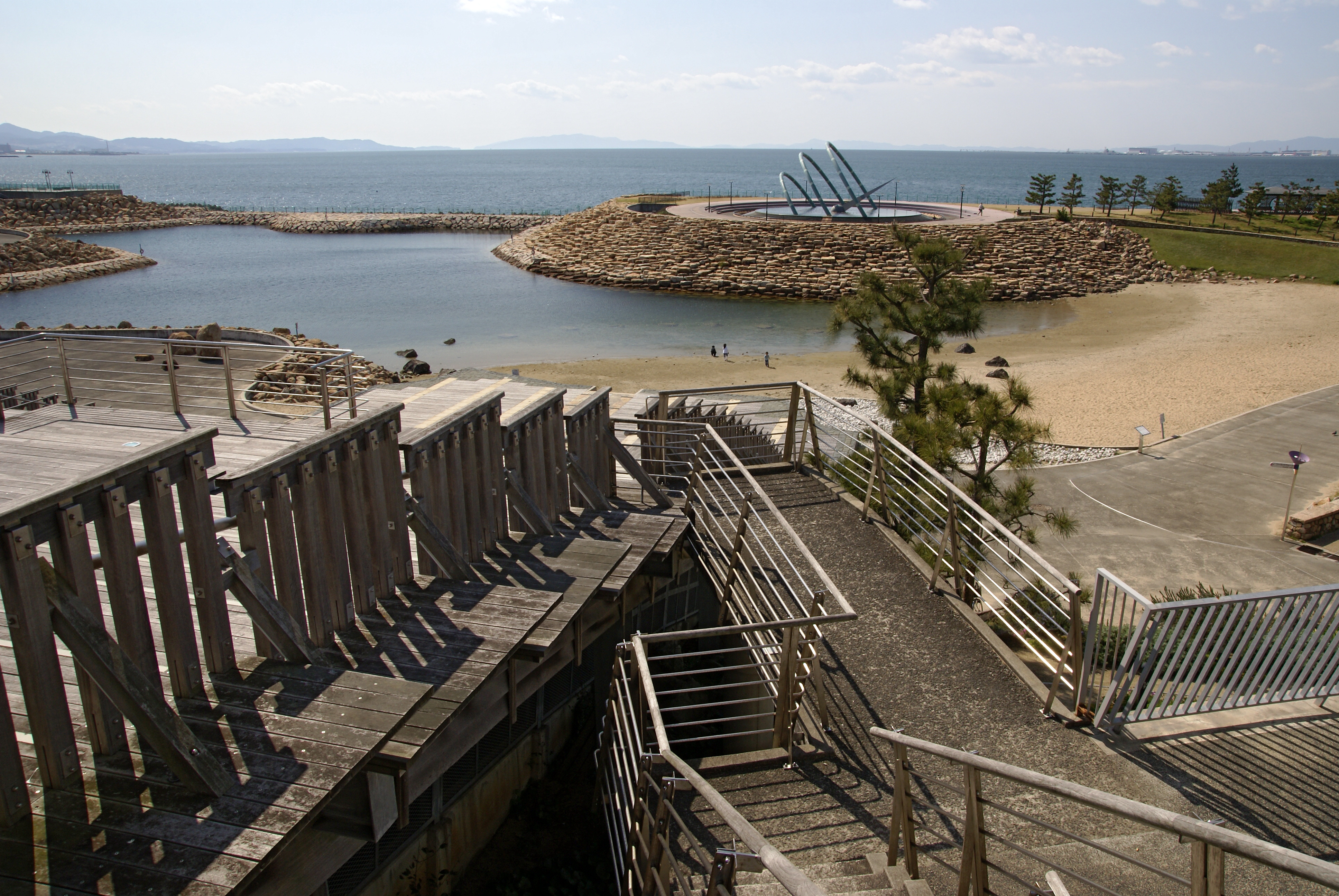
りんくう公園

### 宿泊施設
- スターゲイトホテル関西エアポート
- オリエンタルスイーツ エアポート 大阪りんくう
- 関西エアポートワシントンホテル
- プレミアムホテルりんくう
- Nゲートホテル大阪
- ハタゴイン関西空港
- 変なホテル関西空港

### 公園・海水浴場
- りんくう公園
  - マーブルビーチ - 大理石の玉石を敷き詰めた、全長2.8キロメートルの白いビーチ。
- りんくう南浜海水浴場（樽井サザンビーチ）

### 商業施設
- りんくうプレミアム・アウトレット
- りんくうプレジャータウンSEACLE（2004年（平成16年）10月末に閉園したりんくうパパラの跡地に建設）
  - りんくうの星（高さ85メートルの大観覧車）
- イオンモールりんくう泉南
- りんくうパピリオ
- ヤマダ電機テックランド大阪りんくう店
- ニトリ・SPORTS DEPOりんくう店
- ケーズデンキりんくう泉南店
- ディスカウントドラッグコスモスりんくう店
- アウディりんくう
- スーパーセンタートライアルりんくうタウン店

### 医療施設
- りんくう総合医療センター
  - 大阪府泉州救命救急センター
  - 感染症センター（特定感染症指定医療機関）
- 泉州南部初期急病センター - 休日における急病患者に対する応急処置施設
- りんくうタウンクリニック
- レオゲートタワーレディースクリニック
- 龍志会IGTクリニック
- りんくう永山病院

### 警察・消防
- 大阪府警察本部りんくうタウン別館
- 大阪府警察第三機動隊
- 泉州南消防組合泉州南広域消防本部・泉佐野消防署

### 物流
- りんくう国際物流センター
- 上組りんくう物流センター
- 西鉄りんくうロジスティクスセンター

### 学校等
- 大阪公立大学大学院生命環境科学研究科獣医学専攻、大阪公立大学生命環境科学部獣医学科
- 航空保安大学校
- 大阪府警察学校
- AOKIヨットスクール

### その他ランドマーク
- SiSりんくうタワー（旧りんくうゲートタワービル）
- 関空アイスアリーナ
- 関西国際空港連絡橋（スカイゲートブリッジ）
- 田尻スカイブリッジ
- 泉南マリンブリッジ
- 国際交流基金関西国際センター

## 交通機関
- 阪神高速4号湾岸線 泉佐野南出入口
- 関西空港自動車道 泉佐野IC
- 阪和自動車道 泉南IC
- JR関西空港線・南海空港線 りんくうタウン駅